# Шимковяк, Мария Сантия
Ма́рия Са́нтия Шимко́вяк (пол. Maria Sancja Szymkowiak; 10 июля 1910, возле города Острув Велькопольски, Польша — 29 августа 1942, Познань, Польша) — блаженная Римско-Католической Церкви, монахиня.

## Биография
В 1929 году поступила в Познанский университет на факультет романской филологии. В 1934 году, чтобы лучше подготовиться к экзамену на звание магистра, выехала во Францию для более глубокого изучения французского языка. Будучи во Франции, совершила паломничество в Лурд, известный паломнический центр, посвящённый Деве Марии. 27 июня 1936 года вступила в женскую монашескую конгрегацию «Сёстры Облатки». 29 июля 1937 года принесла временные монашеские обеты, взяв себе имя Мария Сантия.
После начала немецкой оккупации монашеский дом, где жили Мария Сантия, был расформирован. Многие монахини разъехались по родным. Мария Сантия, несмотря на то, что не имела средств содержать дом, осталась в нём. Из-за плохих условий проживаний и голода Мария Санция заболела туберкулёзом. 6 июля 1942 года Мария Сатция принесла вечные монашеские обеты. 29 августа 1942 года, приняв таинство Евхаристии, Мария Сантия умерла.

## Прославление
18 августа 2002 года Мария Сантия была причислена к лику блаженных римским папой Иоанном Павлом II.